# Detector quasi-pic

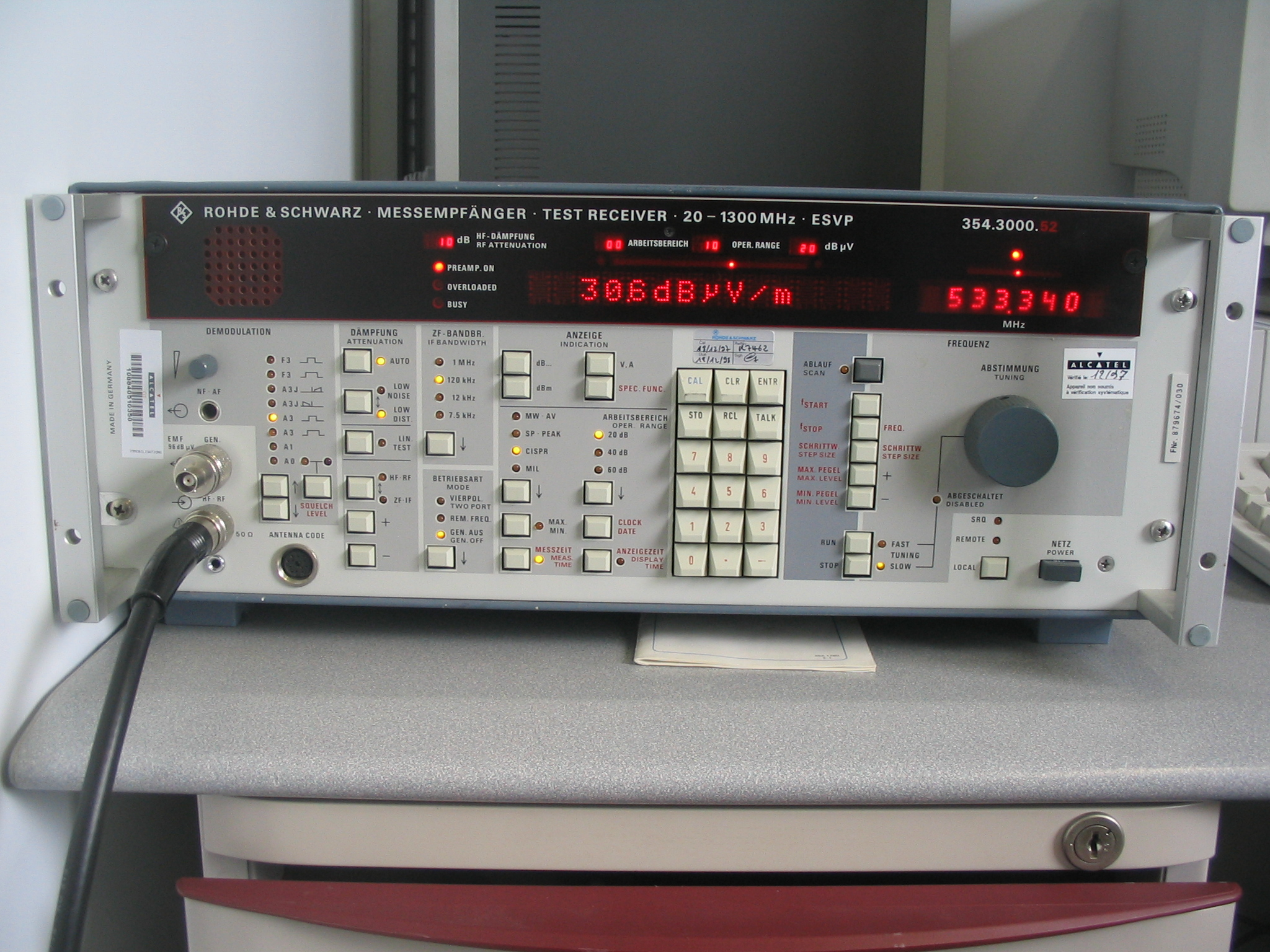
Aquest receptor fabricat per l'empresa alemanya Rhode & Schwarz cobreix el rang de freqüències HF, VHF i UHF des de 20 MHz fins a 1300 MHz. S'utilitza per mesurar els camps d'interferència electromagnètica radiats entre 20 i 1300 MHz aquí al lloc de mesura de l'espai lliure d'Alcatel a Lannion. Aquest és un requisit de les proves de compatibilitat electromagnètica que es demanen per obtenir el marcatge C.E. El detector utilitzat aquí és el detector quasi-pic amb el preselector posat en servei i l'ample de banda estandarditzat de 120 kHz. El coixinet d'entrada està configurat a 10 dB. El rang dinàmic del detector CISPR està establert en 20 dB. La freqüència de sintonització és de 533,340 MHz; el nivell mesurat és de 30,6 dB uV/m.

Un detector quasi-pic és un tipus de detector o rectificador electrònic. Els detectors de quasi-pic per a finalitats específiques s'han normalitzat amb característiques dinàmiques definides matemàticament amb precisió de temps d'atac, temps d'integració i temps de caiguda o temps de retrocés.
Els detectors de quasi-pic tenen un paper important en les proves de compatibilitat electromagnètica (EMC) d'equips electrònics, on els nivells permesos d'interferència electromagnètica (EMI), també anomenada interferència de radiofreqüència (RFI), es donen en referència a la mesura per un quasi-pic especificat. detector. Això es va fer originalment perquè es creia que el detector de quasi-pics indicava millor el nivell subjectiu de molèstia experimentat per un oient que sentia interferències impulsives a una emissora de ràdio AM. Amb el pas del temps, els estàndards que incorporen detectors de quasi-pic com a dispositiu de mesura es van estendre a freqüències de fins a 1 GHz, encara que potser no hi ha cap justificació més enllà de la pràctica anterior per utilitzar el detector de quasi-pic per mesurar la interferència a senyals diferents de la ràdio AM. Els paràmetres del detector quasi-pic que s'han d'utilitzar per a les proves EMC varien amb la freqüència. Tant el CISPR com la Comissió Federal de Comunicacions (FCC) dels EUA limiten l'EMI a freqüències superiors a 1 GHz amb referència a un detector de potència mitjana, en lloc d'un detector de quasi pic.
Conceptualment, un detector de quasi-pic per a proves d'EMC funciona com un detector de pic seguit d'un integrador amb pèrdues. Un impuls de tensió que entra en un receptor de banda estreta produeix una ràfega de curta durada que oscil·la a la freqüència central del receptor. El detector de pics és un rectificador seguit d'un filtre de pas baix per extreure un senyal de banda base que consisteix en l'amplitud de l'oscil·lació impulsiva que varia en el temps lentament (en relació amb la freqüència central del receptor). El següent integrador amb pèrdues té un temps de pujada ràpid i un temps de caiguda més llarg, de manera que la sortida mesurada per a una seqüència d'impulsos és més alta quan la freqüència de repetició del pols és més alta. El detector de quasi-pic es calibra per produir el mateix nivell de sortida que un detector de pic de potència quan l'entrada és un to d'ona contínua.
El detector de quasi-picc CISPR s'utilitza en proves d'EMC i es defineix a la Publicació 16 del Comitè Especial Internacional d'Interferències de Radio (CISPR) de la Comissió Electrotècnica Internacional (IEC). El detector de quasi-pic CISPR aplicat a la majoria de mesures d'emissions realitzades (0,15-30 MHz) és un detector amb un temps d'atac d'1 ms, un temps de decadència de 160 ms i una configuració de filtre IF de 9 kHz. El detector de quasi-pic aplicat a la majoria de mesures d'emissions radiades (30-1000 MHz) té un temps d'atac d'1 ms, un temps de decadència 550 ms i un ample de banda del filtre FI de 120 kHz.
En la mesura de la qualitat d'àudio, els rectificadors quasi-pic s'especifiquen en diversos estàndards. Per exemple, la ponderació del soroll ITU-R 468 utilitza un rectificador especial que incorpora dues constants de temps de càrrega en cascada. El PPM o mesurador de programa de pic que s'utilitza per mesurar els nivells de programa és en realitat un mesurador de lectura quasi pic, de nou amb una dinàmica definida amb precisió. La mesura del flutter també implica un mesurador de lectura quasi-pic estandarditzat. En tots els casos s'escullen les dinàmiques per reflectir la sensibilitat de l'oïda humana als sons breus, ignorant els tan breus que no els percebem, i ponderant els de durada intermèdia segons l'audibilitat.

## Definició tècnica
Els paràmetres tècnics del detector quasi-pic segons CISPR 16–1–1 són per separat per a quatre bandes de freqüència diferents A (9 kHz a 150 kHz), B (150 kHz a 30 MHz), C (30 MHz fins a 300 MHz) i D (300 MHz a 1 GHz), per la qual cosa els requisits per als rangs de freqüència C i D només difereixen mínimament. En detall, s'estableixen requisits sobre, entre altres coses, la impedància d'entrada, la precisió de mesura, el comportament de visualització dels polsos, la selectivitat, l'atenuació de blindatge i la limitació dels efectes d'intermodulació, el soroll del receptor i els senyals interns no desitjats.
| Banda de freqüència        | 6 dB ample de banda | Constante de temps de càrrega del detector QP | Constante de temps de descàrrega del detector QP | Constant de temps de l'instrument |
| -------------------------- | ------------------- | --------------------------------------------- | ------------------------------------------------ | --------------------------------- |
| CISPR A (9 kHz - 150 kHz)  | 200 Hz              | 45 ms                                         | 500 ms                                           | 160 ms                            |
| CISPR B (150 kHz - 30 MHz) | 9 kHz               | 1 ms                                          | 160 ms                                           | 160 ms                            |
| CISPR C (30 MHz - 300 MHz) | 120 kHz             | 1 ms                                          | 550 ms                                           | 100 ms                            |
| CISPR D (300 MHz - 1 GHz)  | 120 kHz             | 1 ms                                          | 550 ms                                           | 100 ms                            |

Les tres constants de temps especificades a la taula ja no formen part de la definició real del detector quasi-pic des de l'edició 3 (2010) del CISPR 16-1-1. Aquest canvi es va fer perquè s'ha demostrat que hi ha una discrepància per als actuals receptors de mesura digital. Les constants de temps originals fan referència a receptors de mesura analògic amb efectes paràsits addicionals, com ara: B. un comportament inductiu del díode de càrrega. Hi ha diferents enfocaments per resoldre aquest problema amb els receptors de mesura digital. A causa de la compatibilitat enrere dels requisits ara normatius per a l'avaluació de polsos, aquests valors de taula encara sorgeixen per al concepte de receptor superheterodí analògic històricament vàlid.